# Совино (Брестская область)
Совино (бел. Совіна) — деревня в Берёзовском районе Брестской области Белоруссии. Входит в состав Стригинского сельсовета.

## География
Деревня находится в центральной части Брестской области, к востоку от реки Ясельды, на расстоянии приблизительно 5 километров (по прямой) к юго-востоку от города Берёза, административного центра района. Абсолютная высота — 148 метров над уровнем моря. Площадь населённого пункта — 1,0797 км².

## История
По состоянию на 1905 год, в Совине проживало 267 человек. В административном отношении деревня входила в состав Песковской волости Слонимского уезда Гродненской губернии.
Согласно Рижскому мирному договору (1921), деревня вошла в состав межвоенной Польши. Входила в состав гмины Пески Косовского повета Полесского воеводства Польши. В 1921 году числилось 316 жителей, проживавших в 57 домах. В этническом составе населения того периода белорусы составляли 92 %, поляки — 8 %.

## Население
По данным переписи 2019 года, в деревне проживало 75 человек.
| Год  | Население, человек |
| ---- | ------------------ |
| 1905 | 267                |
| 1921 | ↗ 316              |
| 2009 | ↘ 137              |
| 2019 | ↘ 75               |